# Мала Дворянка
Мала́ Дворя́нка — село в Україні, у Миколаївській селищній громаді Березівського району Одеської області. Населення — 3 особи.

## Населення
За переписом УРСР 1989 року чисельність наявного населення села становила 11 осіб, з яких 4 чоловіки та 7 жінок.
За переписом населення України 2001 року в селі мешкали 3 особи 100 % населення вказало своєю рідною мовою українську мову..